# Ring of changes (Gary Wright)
Ring of changes is een studioalbum van Gary Wright en Wonderwheel. Het was de beoogde opvolger van Footprint.
Alhoewel de verkoopcijfers van Footprint tegenvielen, kreeg Wright het advies van Jerry Moss van A&M Records een muziekgroep te vormen om dat album en haar voorganger Gary Wright's Extraction te promoten. Wright schakelde bevriende musici in waaronder Mick Jones, die in 1976 aan de basis stond van Foreigner. De muziekgroep dook ook de Apple Studio in om een album op te nemen onder de titel Ring of changes met single I know. Toen de heren, inclusief geluidtechnici Andy Johns en Chris Kimsey klaar waren, zag A&M Records niets in uitgave van het album. Het album verdween in de la. De wegen van Wonderwheel en Wright scheidden en het album verdween in de vergetelheid. Wright keerde terug naar Spooky Tooth met meenemen van Jones en Graham. 
Mark Powell, baas van Esoteric Recordings dat gespecialiseerd is in heruitgaven van rockmuziek uit de jaren zeventig, had het album al die tijd in zijn hoofd zitten. Om tot een mogelijke uitgave te komen nam hij contact op met Universal Music; het hoofdlabel van A&M Records en kreeg in 2016 toestemming het album alsnog uit te brengen. Wright had al zijn toestemming gegeven, want hij was van mening dat het goede muziek bevatte. Het album werd bijna veertig jaar na de opname alsnog uitgebracht in een tijdperk dat de succesperiode van Wright al weer lang achter de rug is.

## Musici
- Gary Wright – zang, toetsinstrumenten, gitaar
- Mike Jones – gitaar, zang
- Tom Duffey – basgitaar, zang
- Bryson Graham – drumstel

Met
- George Harrison – slidegitaar op Goodbye sunday

## Muziek
| Nr. | Titel                         | Duur |
| --- | ----------------------------- | ---- |
| 1.  | Lovetaker (Wright)            | 4:34 |
| 2.  | Wild bird (Wright)            | 3:43 |
| 3.  | Something for us all (Wright) | 4:10 |
| 4.  | Set on you (Wright)           | 3:59 |
| 5.  | Ring of changes (Wright)      | 3:53 |
| 6.  | Goodbye sunday (Wright)       | 4:35 |
| 7.  | For a woman (Wright)          | 5:03 |
| 8.  | Workin’ on a river (Wright)   | 3:58 |
| 9.  | Creation (Wright)             | 5:19 |
| 10. | I know (Wright)               | 2:57 |
| 11. | What can we do (Wright)       | 5:09 |
| 12. | Somebody (Wright)             | 2:50 |

De laatste drie tracks zouden oorspronkelijk niet op het originele album verschijnen. I know werd vermoedelijk in drie landen (Duitsland, Italië, Verenigd Koninkrijk) als single uitgebracht; verkoopcijfers zijn onbekend, een hitparadenotering is niet te vinden.